# Ecoscandaglio

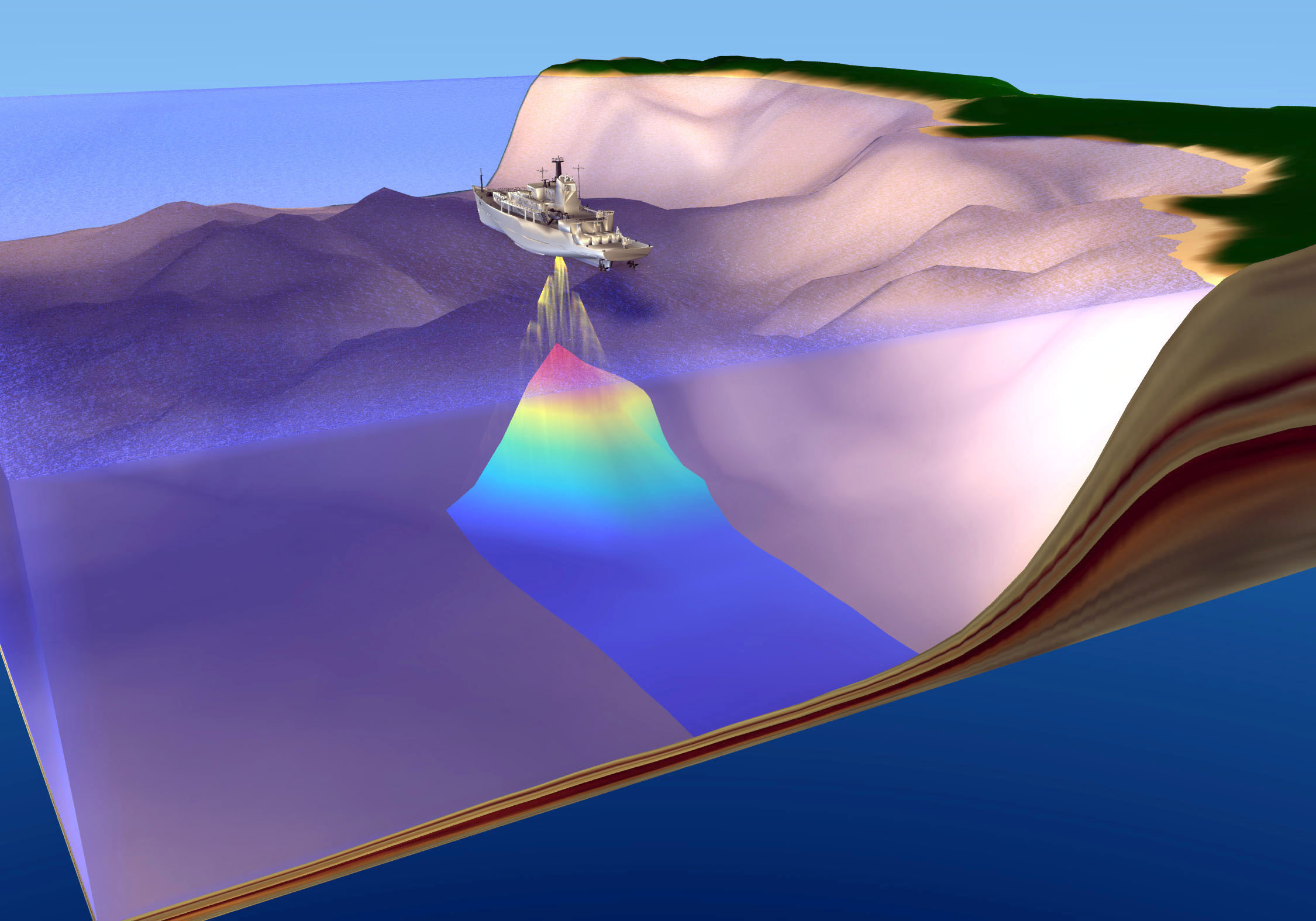
Rappresentazione grafica di un ecoscandaglio

L'ecoscandaglio è un particolare tipo di strumento ecometro ultracustico usato per misurare la profondità del mare (laghi, fiumi ecc.), trasmettendo impulsi sonori.
Questo strumento moderno è la diretta evoluzione dello scandaglio, antico strumento usato per millenni dai marinai.
Il funzionamento è reso possibile dall'utilizzo della stessa tecnologia del Sonar (SOund Navigation And Ranging. IT: navigazione e misura distanze col suono), che usa la tecnica dell'impulso sonoro riflesso, lo stesso metodo usato nel Radar. L'intervallo di tempo tra l'emissione e il ritorno dell'impulso sonoro (scafo-fondo-scafo) viene registrato e diviso per due, ottenendo così la profondità dell'acqua in quel preciso momento.
Queste informazioni vengono quindi tipicamente utilizzate per la navigazione o per ottenere le profondità per scopi grafici. L'ecoscandaglio può anche riferirsi a "Ecoscandagli" idro-acustici utilizzati per studiare i pesci. Le valutazioni idro-acustiche sono tradizionalmente impiegate per valutare la biomassa ittica e la sua distribuzione nelle spazio. Al contrario, le tecniche di collocazione fissa utilizzano trasduttori stazionari per monitorare il passaggio dei pesci.

## Storia
All'inventore tedesco Alexander Behm è stato concesso il brevetto tedesco n. 282.009 per l'invenzione dell'ecoscandaglio (dispositivo per la misurazione della profondità del mare e distanze per mezzo di onde sonore riflesse) il 22 luglio 1913.
Tuttavia l'inventore norvegese Hans Sundt Berggraf (1874-1941) pubblicò la stessa invenzione otto anni prima, l'8 settembre 1904 sulla rivista ingegneristica Teknisk Ukeblad.

## Tecnica

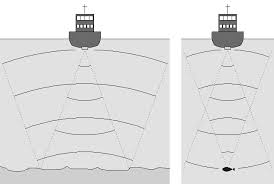
Onda sonora nave-fondo-nave

La distanza dalla chiglia al fondo è misurata moltiplicando la metà del tempo impiegato dall'impulso (uscita e ritorno) con la velocità del suono nell'acqua, che è di circa 1,5 chilometri al secondo (T/2 × 1,5).
Per applicazioni precise con l'ecoscandaglio, come nell'idrografia, la velocità del suono deve essere misurata distribuendo una sonda per la misurazione della velocità del suono in acqua. Ecoscandaglio è effettivamente una speciale applicazione del sonar utilizzato per individuare il fondo.
Nella maggior parte delle mappe delle profondità oceaniche viene utilizzata una velocità del suono media o standard, dal momento che, date le grandi profondità, non è necessario calcolare con precisione ogni fattore. Tuttavia, quando è richiesta una maggiore precisione possono essere applicate particolari correzioni stagionali anche per l'oceano. Per misurazioni della profondità particolarmente precise, di solito richieste solo a scopo specifico o per indagini scientifiche speciali, può essere usato un particolare sensore per misurare la temperatura dell'acqua, la pressione e la salinità. Questi fattori sono utilizzati per calcolare l'attuale velocità del suono nella colonna d'acqua sottostante. Quest'ultima tecnica è solitamente utilizzata dall'ufficio di sicurezza costiera degli USA per le indagini di navigazione delle acque costiere degli Stati Uniti. Per l'Italia tali misure vengono effettuate dall'istituto idrografico della Marina Militare.

## Idrografia
Nelle zone in cui è richiesta una batimetria dettagliata, può essere utilizzato un preciso ecoscandaglio. Dal momento che ci sono molte considerazioni di cui tener conto quando si valuta una tale misurazione che non si limitano solo alla precisione verticale, come: la risoluzione, l'accuratezza acustica della trasmissione / ricezione del fascio o l'acustica della frequenza del trasduttore.
La maggior parte degli ecoscandagli idrografici sono a doppia frequenza, il che significa che un impulso a bassa frequenza (tipicamente circa 24 kHz) può essere trasmesso contemporaneamente come un impulso ad alta frequenza (tipicamente circa 200 kHz). Poiché le due frequenze sono discrete, i due segnali di ritorno in genere non interferiscono tra loro. Ci sono molti vantaggi con l'ecoscandaglio a doppia frequenza, compresa la capacità di identificare uno strato di vegetazione o di uno strato di fango molle sulla cima di uno strato di roccia, dal momento che il segnale più debole vieni riflesso immediatamente dalla superficie, mentre quello di maggiore potenza riesce a penetrare gli strati molli.
La maggior parte delle operazioni idrografiche usa un trasduttore a 200 kHz, che è adatto per le navi da pesca fino a 100 metri di profondità. L'acqua più profonda richiede un trasduttore di segnale acustico a frequenze più basse, in quanto sono meno suscettibili all'attenuazione nella colonna d'acqua (le basse frequenze riescono a raggiungere maggiori distanze in acqua, rispetto a quelle alte; basti pensare ai micro-suoni usati dai mammiferi marini). Le frequenze comunemente usate per sondaggi in acque profonde sono tra i 33 kHz e i 24 kHz.
La larghezza di fascio del trasduttore è anche una considerazione per l'idrografia, dato che per ottenere la migliore risoluzione dei dati raccolti si necessita di una larghezza di fascio stretta. Ciò è particolarmente importante quando si deve lavorare in acque profonde, dato che l'impronta risultante dell'impulso acustico di ritorno può essere molto grande, quando si raggiungono grandi distanze.
Oltre al singolo fascio di ecoscandaglio, ci sono ecoscandagli che sono in grado di ricevere molti impulsi di ritorno, chiamati scandagli a multi-target.
La precisione richiesta e l'accuratezza dell'ecoscandaglio idrografico è definita dai requisiti dell'Organizzazione idrografica internazionale che regolamenta gli standard. Questi valori sono contenuti all'interno della pubblicazione IHO S44.
Per soddisfare questi standard, il geometra deve considerare non solo la precisione verticale e orizzontale dell'ecoscandaglio e del trasduttore, ma deve tener conto anche del sistema di rilevazione nel suo complesso. Un sensore di movimento può essere utilizzato per migliorare le misure, in particolare il componente sussulto (nell'ecoscandaglio a singolo fascio), che può ridurre gli errori dovuti al moto della nave causato dal movimento ondoso del mare. Una volta che tutte le incertezze di ogni sensore sono stabiliti, l'idrografo creerà una tabella di errore per determinare se il sistema di rilevazione soddisfa i requisiti stabiliti dalla IHO.
Diverse organizzazioni idrografici hanno il proprio set di procedure di campo e manuali per guidare i loro ispettori per soddisfare gli standard richiesti. Un esempio è la US Army Corps of Engineers con la pubblicazione EM110-2-1003, che regolamenta i loro requisiti standard.

## Usi
Come tutti gli strumenti nella navigazione l'ecoscandaglio è usato sulle navi, di tutti i tipi.
Secondo le normative internazionali, infatti, solo le navi più grandi devono avere un rivelatore di profondità, ma non è particolarmente potente o preciso, serve solo per evitare situazioni di incaglio o pericolo in luoghi particolari.
Al contrario ecoscandagli (fishfinder) più potenti sono installati sulle navi da pesca che lo usano per trovare banchi di pesci anche a grandi profondità. Tali banchi vengono riconosciuti sullo schermo dell'ecoscandaglio nel momento in cui si verifica una diminuzione netta della profondità, rispetto all'area circostante; tale punto potrebbe trattarsi di una zona di concentrazione di pesci.